# Криничный (Матвеево-Курганский район)
Криничный — хутор в Матвеево-Курганском районе Ростовской области.
Входит в состав Большекирсановского сельского поселения.

## География

### Улицы
- ул. Садовая,
- пер. Огородный,
- пер. Трудовой.

## Население
| 2010 |
| ---- |
| 75   |